# Gółka długoostrogowa
Gółka długoostrogowa, koślarek (Gymnadenia conopsea) – gatunek rośliny należący do rodziny storczykowatych (Orchidaceae). Występuje w Europie i w Azji na obszarach o klimacie umiarkowanym. W Polsce występuje na całym terenie, na ogół jako gatunek rzadki lub bardzo rzadki. Rozpowszechniony jest w Karpatach i Sudetach (w Tatrach jest jednym z najczęściej spotykanych storczyków), liczniejsze stanowiska podawane są poza tym z Wyżyny Lubelskiej i Śląsko-Krakowskiej.

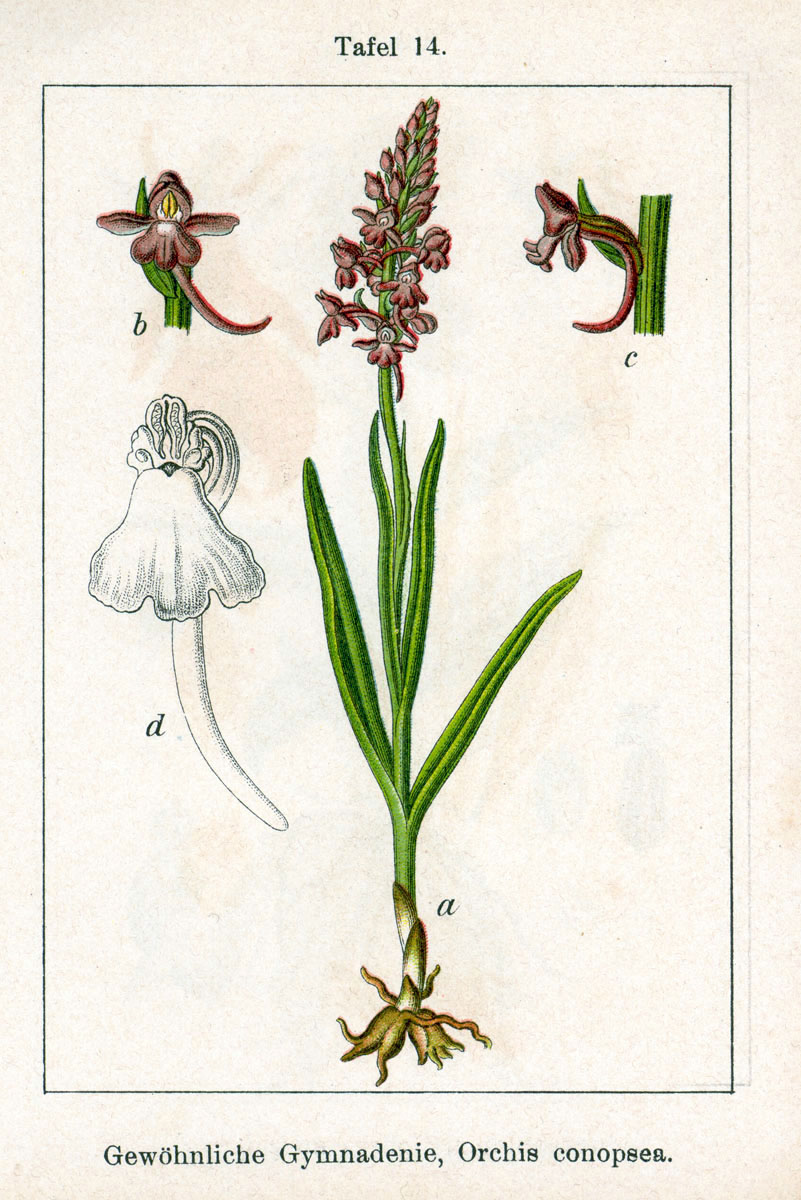
Morfologia

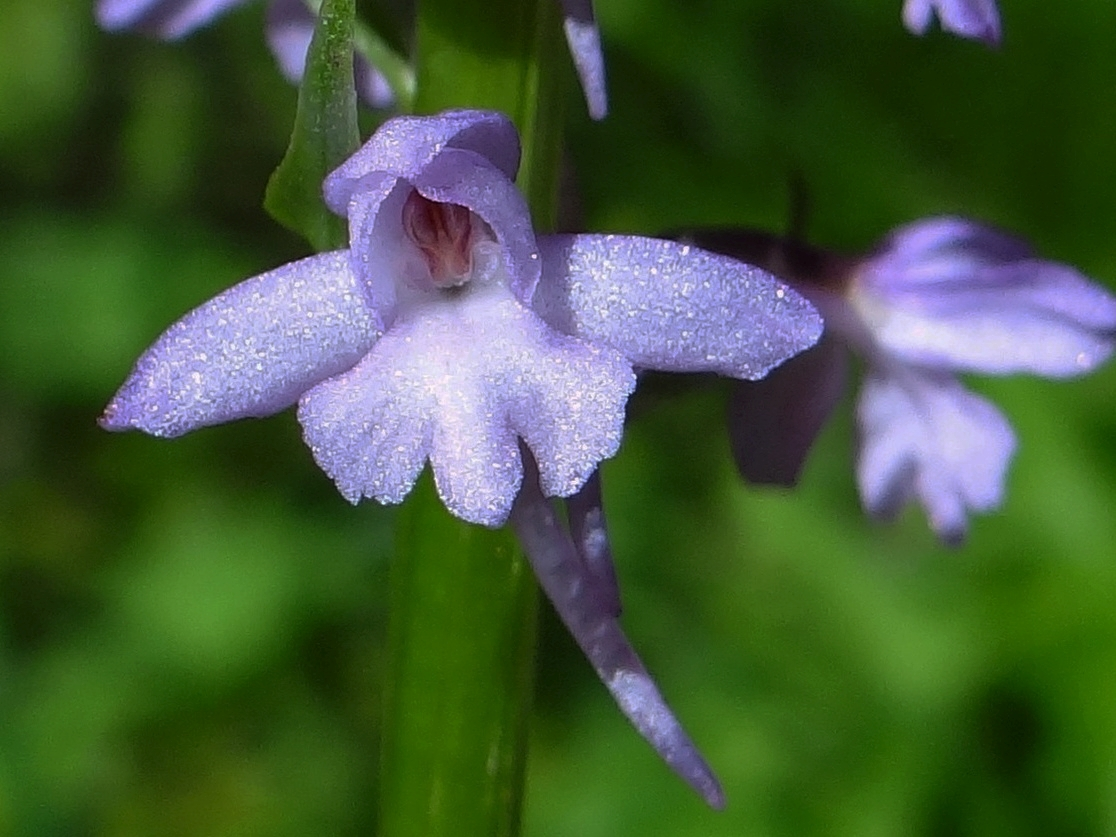
Pojedynczy kwiat

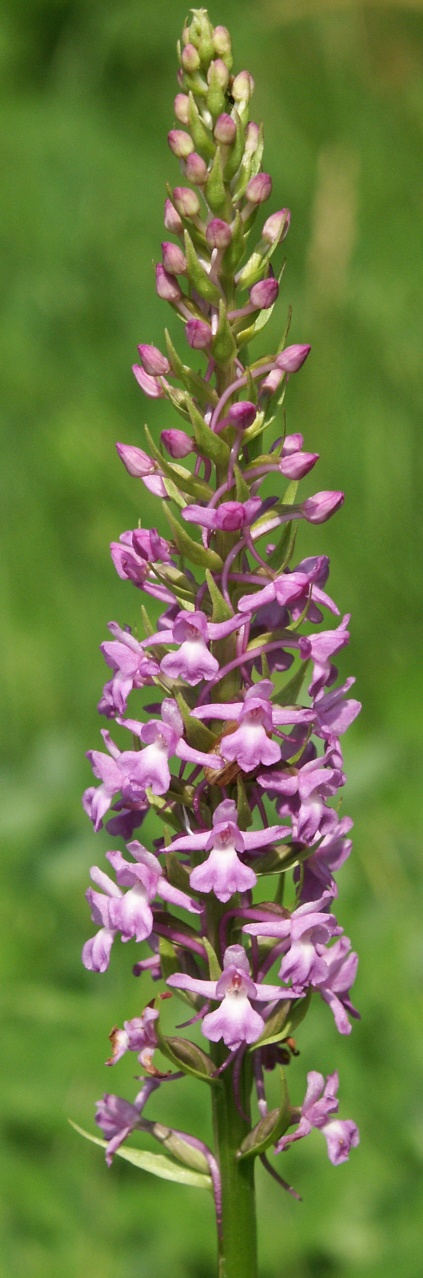
Kwiatostan

## Morfologia
PokrójTworzy pojedyncze pędy o wysokości do 60 cm. Występuje przeważnie pojedynczo.
ŁodygaProsta, wzniesiona, soczysta, dość gruba, naga, ulistniona.
LiścieRównowąskolancetowate, jasnozielone, lśniące, grube, całobrzegie. Obejmują pochwiasto łodygę, wyrastając na niej naprzemianlegle aż pod sam kwiatostan. Dolne liście duże, stopniowo zmniejszają się ku górze łodygi, pod kwiatostanem przechodzą w przysadki kwiatowe.
KwiatyKwiaty zebrane w pojedynczy, walcowaty i bardzo gęsty kłos na szczycie łodygi. Kwiaty grzbieciste, o kolorze od lilioworożowego do fioletowopurpurowego, składające się z 6 niejednakowych działek. Dolna największa, tzw. warżka posiada cienką, długą ostrogę (11–18 mm). Jej środkowa klapa jest tępa i nie dłuższa od bocznych działek. Wewnątrz kwiatu 3 pręciki zrośnięte z szyjką słupka w tzw. prętosłup, tylko jeden z nich jest płodny. 3 pozostałe pręciki są zmarniałe.
OwocTorebka o długości do 7 mm z bardzo drobnymi nasionami.
Część podziemnaPod ziemią, dość głęboko występują dwie bulwy. Jedna z nich ciemniejsza jest starsza, druga, jasnożółta jest młodsza. Ze starszej bulwy wyrasta pęd nadziemny, w młodszej gromadzą się substancje zapasowe na wytworzenie pędu w przyszłym roku. Tuż ponad bulwami wyrastają mięsiste korzenie.

## Biologia i ekologia
RozwójBylina. Kwiaty pachnące, kwitną od maja do lipca, zapylane są przez motyle. Do kiełkowania nasion niezbędna jest obecność w glebie pewnego gatunku grzyba, z którym nasiona tworzą symbiozę. Dopiero po kilku latach następuje ich kiełkowanie.
SiedliskoŁąki, hale górskie, zarośla, przydroża, widne lasy, wśród skał, w kosodrzewinie, na trawiastych zboczach, w świetlistych lasach. W górach częściej niż na niżu. Występuje zarówno na podłożu wapiennym, jak i granitowym. W Sudetach występuje po 1425 m n.p.m., a w Karpatach po 1710 m (najwyżej położone jej stanowisko znajduje się na Cubrynie w Tatrach). Geofit ryzomowy, gatunek światłolubny, ale znoszący okresowe zacienienie.

## Zagrożenia i ochrona
W Polsce gatunek objęty ścisłą ochroną gatunkową. Obydwa polskie podgatunki umieszczone zostały na polskiej czerwonej liście: podgatunek typowy otrzymał kategorię NT (bliski zagrożenia), natomiast podgatunek subsp. densiflora – kategorię EN (zagrożony).
Zagrożona jest głównie na niżu i w niższych położeniach górskich z powodu intensyfikacji gospodarki łąkowej.

## Zmienność
Występuje w Polsce w dwóch podgatunkach:
- Gymnadenia conopsea ssp. conopsea. Roślina o wysokości 20–30 cm, liściach ze stępionym wierzchołkiem i szerokości 5–8 mm. Kwiatostan luźny i krótki, ostroga dwukrotnie dłuższa od zalążni.
- Gymnadenia conopsea ssp. densiflora. Roślina o wysokości 30–65 cm, o liściach zaostrzonych, o szerokości 10–20 mm. Kwiatostan gęsty, o długości do 20 cm, ostroga ok. 1,5 raza dłuższa od zalążni. Ten podgatunek spotykany jest na torfowiskach węglanowych.

Tworzy mieszańce z gółką wonną, koślaczkiem stożkowatym, kukułką bałtycką, k. Fuchsa, k. krwistą, k. plamistą, k. Traunsteinera, ozorką zieloną, podkolanem białym.